# ASC Garde Nationale

El AS Garde Nationale (en árabe: الجمعية الرياضية للحرس الوطني‎) anteriormente ASC Garde Nationale (Association Sportive et Culturelle de la Garde Nationale ), es un equipo de fútbol de Mauritania que juega en la Liga mauritana de fútbol, la liga de fútbol más importante del país.

## Historia
Fue fundado en el año 1960 en la capital Nuakchot como el equipo representante del ejército nacional, y es uno de los 2 equipos que más veces ha sido campeón de la Liga mauritana de fútbol con 7 títulos y el torneo de copa la ha ganado 4 veces.
Es el equipo que representa al ejército de Mauritania, por lo que la mayoría de sus integrantes son soldados. Descendió en la temporada 2009, aunque regresó 3 años después.
Ha participado en 7 ocasiones a nivel continental, donde su mejor resultado fue en la Copa Africana de Clubes Campeones 1978, donde avanzó a la segunda ronda.

## Palmarés
- Liga mauritana de fútbol: 7

1976, 1977, 1978, 1979, 1984, 1994, 1998
- Copa del Presidente de la República: 4

1981, 1986, 1989, 2001

## Participación en competiciones de la CAF
| Temporada | Torneo                            | Ronda      | Club          | Casa | Visita | Global |
| --------- | --------------------------------- | ---------- | ------------- | ---- | ------ | ------ |
| 1977      | Copa Africana de Clubes Campeones | 1          | ASC Diaraf    | 0-2  | 0-3    | 0-5    |
| 1978      | Copa Africana de Clubes Campeones | 1          | Wallidan FC   | 3-1  | 2-2    | 5-3    |
| 1978      | Copa Africana de Clubes Campeones | 2          | Hafia FC      | 0-1  | 0-5    | 0-6    |
| 1979      | Copa Africana de Clubes Campeones | 1          | US Gorée      | 1-1  | 0-2    | 1-3    |
| 1980      | Copa Africana de Clubes Campeones | 1          | Hafia FC      | 1-1  | 0-2    | 1-3    |
| 1982      | Recopa Africana                   | Preliminar | Zoundourma    | 4-0  | 0-3    | 4-3    |
| 1982      | Recopa Africana                   | 1          | Dynamo Douala | 0-1  | 0-2    | 0-3    |
| 1985      | Copa Africana de Clubes Campeones | Preliminar | SC Bissau     | 1-0  | 2-2    | 3-2    |
| 1985      | Copa Africana de Clubes Campeones | 1          | CA Bizertin   | 1-1  | 0-1    | 1-2    |